# Deutsch-Emiratische IHK
Die Deutsch-Emiratische Industrie- und Handelskammer (AHK Golfregion) ist als Teil des weltweiten Netzwerks der Deutschen Auslandshandelskammern (AHKs) seit 2009 die offizielle Vertretung der bilateralen Wirtschaftsbeziehungen zwischen Deutschland und den Vereinigten Arabischen Emiraten. Sie ist die Nachfolgerin einer Delegation der Deutschen Wirtschaft, die am gleichen Standort bereits seit 1998 bestand.
Als Mitgliederorganisation vertritt sie die Interessen der deutsch-emiratischen Unternehmerschaft, berät Neueinsteiger beim Markteintritt und tritt für eine Weiterentwicklung der bilateralen Wirtschaftsbeziehungen ein. Durch Repräsentanzen in Kuwait, Katar und Oman ist sie im Laufe der Jahre in die Region hineingewachsen. Seit 2022 besteht zudem eine regionale Zuständigkeit für Pakistan. Mit der Delegation der Deutschen Wirtschaft im Irak ist die Deutsch-Emiratische IHK organisatorisch verbunden. 
Die Deutsch-Emiratische IHK wird geleitet von einem bilateralen, ehrenamtlich tätigen Vorstand. Dieser setzt sich satzungsgemäß zu gleichen Teilen aus emiratischen und deutschen Unternehmensvertreterinnen und Unternehmensvertretern zusammen.
Die Kammer vertritt u. a. die Deutsche Zentrale für Tourismus in der Golfregion, das Bundesland Bayern sowie die Hansestadt Hamburg. Wie alle AHKs wird die Deutsch-Emiratische IHK aufgrund eines Beschlusses des Deutschen Bundestages gefördert vom Bundesministerium für Wirtschaft und Klimaschutz, BMWK.